# رایشنباخ (بیرکنفلد)
رایشنباخ (به آلمانی: Reichenbach) یک شهر در آلمان است که در بیرکنفلد واقع شده‌است. رایشنباخ ۶۷۳ نفر جمعیت دارد.